# Escape from Scorpion Island
Escape from Scorpion Island és un programa d'aventures de televisió per a nens de la BBC en què els concursants intenten "escapar d'una illa exòtica amb una ment pròpia" fent diversos reptes per millorar les seves possibilitats d'escapar. La sèrie 1 va ser realitzada per RDF Television per a CBBC i va ser filmada a Brasil, mentre que la sèrie 2 en endavant va ser produïda per Foundation/Freehand per a CBBC i ABC Television i es va rodar a Austràlia.
La cinquena sèrie es va estrenar l'11 de març de 2011 a ABC3. Va ser presentat per Myleene Klass i Johny Pitts i va ser filmat a Tallebudgera Valley, Queensland, Austràlia l'abril de 2010. i va concloure el 25 de juliol.
Cada sèrie conté un nombre diferent de concursants que treballen en equips establerts per intentar escapar de l'illa. Els concursants són nens que tenen entre 11 i 14 anys. Cada sèrie presenta un nombre diferent de concursants, nous reptes i diferents històries.